# Geef mij maar Amsterdam

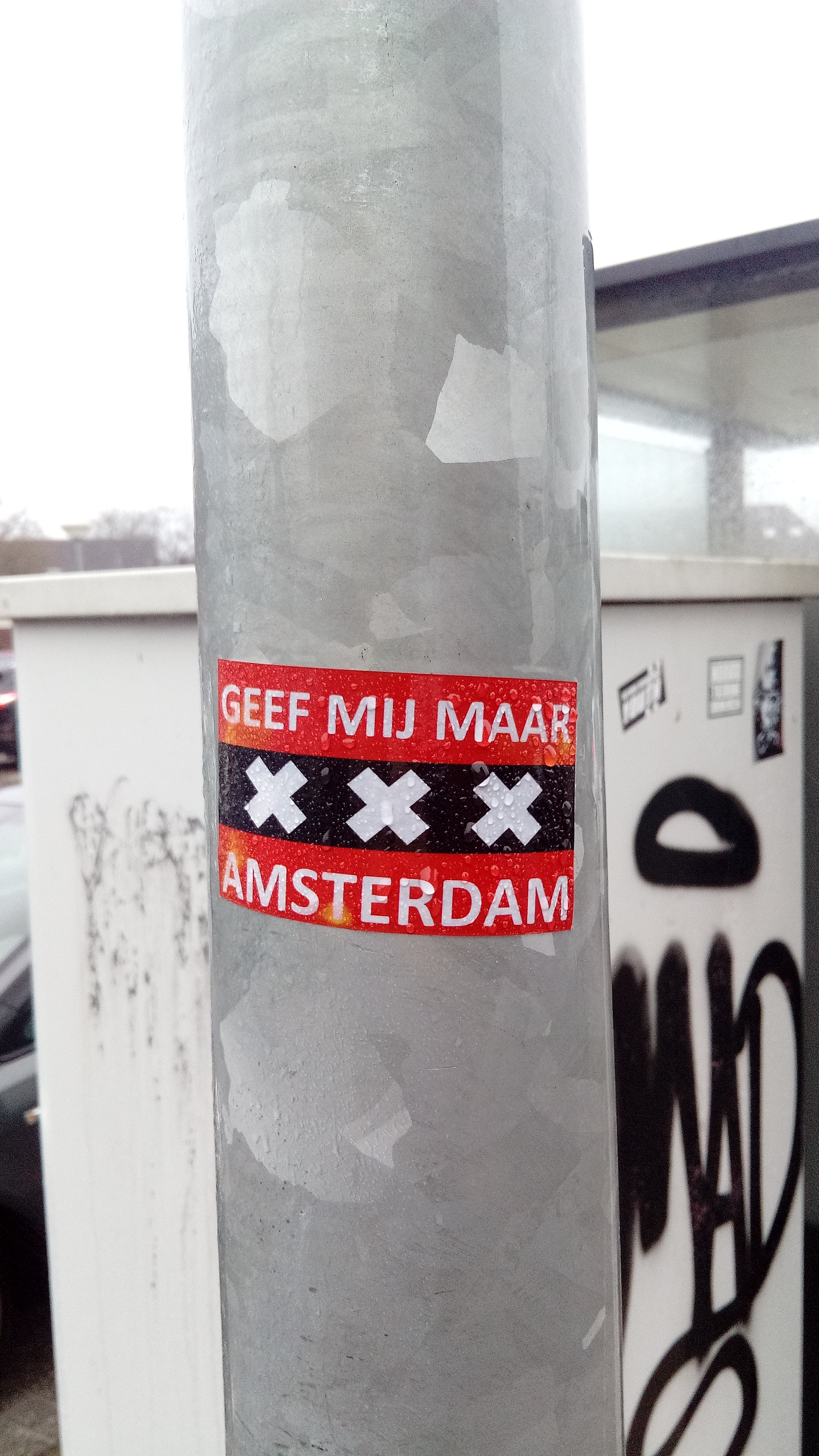
De titel is ook als uitdrukking ingeburgerd

Geef mij maar Amsterdam is een Nederlands lied uit 1955. De tekst is geschreven door Pi Veriss (ps. van Piet Visser); de muziek is van Harry de Groot. De uitvoering door Johnny Jordaan is het meest bekend. Het lied was in zijn uitvoering direct succesvol. Het wordt door veel Amsterdammers als hun lijflied beschouwd.

## Tekst en muziek
Het lied is in vierkwartsmaat, met accordeonbegeleiding. De tekst gaat over klaverjasclub Schoppen Negen uit Amsterdam die een weekje naar Parijs gaat. Het gaat er allemaal vrij ongeorganiseerd aan toe, wat de groep op de Champs Élysées tot de verzuchting brengt: "Geef mij maar Amsterdam, dat is mooier dan Parijs".  De slotzin is in zijn chauvinisme illustratief: "Liever in Mokum zonder poen / dan in Parijs met een miljoen – geef mij maar Amsterdam". Het is niet verwonderlijk dat het liedje de bijnaam 'Mokums volkslied' heeft.

### Refrein
Geef mij maar Amsterdam, dat is mooier dan Parijs

Geef mij maar Amsterdam, mijn Mokums paradijs

Geef mij maar Amsterdam, met zijn Amstel en het IJ

Want in Mokum ben ik rijk en gelukkig tegelijk

Geef mij maar Amsterdam!
De titel was een uitspraak van Vissers echtgenote die tijdens een verregende vakantie in Zandvoort aan Zee zuchtte Geef mij maar Amsterdam.

## Het Parool
Dagblad Het Parool gebruikte deels de titel bij hun overgang naar tabloidformaat: "Geef mij maar Het Parool". In 2024 werd het door een jury gekozen als een van de tien beste liedjes geschreven en gezongen over Amsterdam. De “wedstrijd” was uitgeschreven in het kader van Amsterdam 750 jaar. Juryvoorzitter wethouder Touria Meliani en juryleden Orville Breeveld (namens medeorganisator Concertgebouw, Peter van Brummelen (namens medeorganisator Het Parool), Joris Nassenstein (Concertgebouw), en Elmer moesten daarbij kiezen uit 125 liedjes.  Op 29 januari 2025 is het mooiste Amsterdamse lied gekozen. Het lied Aan de Amsterdamse grachten werd deze dag verkozen tot het mooiste lied over Amsterdam. Het lied won met een ruime voorsprong een poll van Het Concertgebouw en Het Parool. Daarin werden 4500 stemmen uitgebracht. Meer dan een kwart, 28 procent, ging naar Aan de Amsterdamse grachten.